# Одинарка (Банная слобода)
Одина́рка — исчезнувшая улица в Банной слободе Екатеринбурга (в современном жилом районе «Центральный» Ленинского административного района города).

## История
Улица проходила с севера на юг на участке между Разгуляевской улицей (современная улица Гоголя) и 2-й Береговой улицей (современная улица Горького), от Покровского проспекта (сейчас улица Малышева) в сторону Малаховской улицы.
Улица Одинарка сформировалась в процессе развития Банной слободы Екатеринбурга в 1730-е годы и просуществовала до начала XIX века. Зафиксирована городскими планами 1743, 1785 и 1810 годов. В ходе перепланировки кварталов слободы улица была застроена и на плане 1829 года и более поздних не отмечена.